# Chichico Alkmim
Chichico Alkmim (Bocaiúva, 28 de março de 1886 - Diamantina, 22 de agosto de 1978) foi um fotógrafo brasileiro com atuação na cidade de Diamantina entre os anos de 1907 a 1955.

## Biografia
Francisco Augusto de Alkmim nasceu em Bocaiúva, filho de Herculano Augusto d’Alkmim e Luiza Gomes d’Alkmim. Em 1913, casou-se com Maria Josephina Neta Alkimim, com quem teve seis filhos.
Aprendeu a fotografar no início da década de 1900 com o Padre Manuel Gonzales e os irmãos Passig. Em 1910, mudou-se para Diamantina, instalando provisoriamente seu primeiro estúdio. Em 1920, estruturou seu estúdio profissional, no mesmo espaço de sua residência familiar. O estúdio era dividido em dois ambientes: o estúdio de retratos e o laboratório fotográfico. Utilizou principalmente negativos de vidro emulsionados com nitrato de prata. Suas imagens têm registros das transformações da cidade de Diamantina e retratos de seus habitantes. Aposentou-se em 1955, aos 69 anos.